# ماريكو يوشيدا
ماريكو يوشيدا (27 يوليو 1954 في اليابان - ) (بالكانا:よしだ まりこ) هي لاعبة كرة طائرة يابانية في مركز ضارب خارجي ‏. شاركت في الألعاب الأولمبية الصيفية 1976.

## وصلات خارجية
- ماريكو يوشيدا على موقع أوليمبيديا (الإنجليزية)